# Tecumseh (Oklahoma)
Tecumseh es una ciudad ubicada en el condado de Pottawatomie en el estado estadounidense de Oklahoma. En el año 2010 tenía una población de 6457 habitantes y una densidad poblacional de 163,06 personas por km².

## Geografía
Tecumseh se encuentra ubicada en las coordenadas 35°15′44″N 96°56′5″O / 35.26222, -96.93472 (35.262346, -96.934830).

## Demografía
Según la Oficina del Censo en 2000 los ingresos medios por hogar en la localidad eran de $27,202 y los ingresos medios por familia eran $32,235. Los hombres tenían unos ingresos medios de $26,250 frente a los $20,820 para las mujeres. La renta per cápita para la localidad era de $14,300. Alrededor del 16.6% de la población estaban por debajo del umbral de pobreza.